# Сепфора Схимница
Преподобна Сефора (рођ. Дарија Николајевна Шњакина,19. март 1896, село Глухово (сада Гавриловски округ, Тамбовска губернија - 13. мај 1997, Кликово, Калушка област, Русија) је преподобна монахиња  Руске православне цркве.

## Биографија
Рођена је 1896. године у селу Глухово, Тамбовска губернија (сада Гавриловски округ, Тамбовска област) у великој сељачкој породици Николаја и Матроне Сењакин. На рођењу је добила име Дарија. Од 13 деце Сењакина, троје је преживело: Дарија и њена два брата. Један је касније убијен у рату (1914), други почетком 1930-их током борбе против кулака. Након очеве смрти 1916. године, Дарија се удала за мештана Дмитрија Шњакина. Имали су две ћерке - Александру (1917) и Параскеву (1922), и сина који је умро у детињству. 1933. године им је оузета и  демонтирана колиба у којој су живели. Недуго пре тога, супруг Дмитриј отишао је да ради у Болокхову. Дарија и њена деца су се преселили код њега и живели су тамо до Великог отаџбинског рата. 1950. године муж је умро и породица се преселила у село Киреевск.
Како је сама Дарија рекла, једном приликом усамљене молитве имала је визију: анђели су извршили обред монашког постриговања на њој. Дошавши на исповест у Светотројичну Сергијеву лавру, она је говорила о овом дивном виђењу. Овде је 20. октобра 1967. године замонашена (у 71. години) и добила име Доситеја.
Мајка Доситеја се настанила у Сергијевом Посаду са ћерком Александром, али је често одлазила у Кирејевск. Многи су се често обраћали монахињи Доситеји за савет. Децембра 1989. године, митрополит тулски и бељовски Серапион постриже монахињу Доситеју у схиму са именом Сифора. На Бадње вече 1996. схимонахиња Сефора се преселила из Кирејевска у Кликово. Старица је напустила своју келију само да би отишла у храм. К њој су долазили оптински монаси, шамординске монахиње и искушенице, страдали из целе Русије.
Умрла је 13. маја 1997. године. Сахрањена је у пустињи Спасове Нерукотворине код олтара Никољског параклиса Храма Спаса Нерукотворина.